# Albert Moses

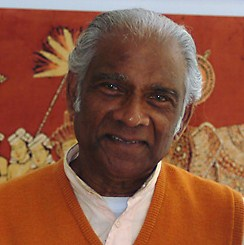
Albert Moses, 2005

Albert Moses (* 19. Dezember 1937 in Sri Lanka; † 15. September 2017 in London) war ein britischer Schauspieler.
Albert Moses wurde durch seine Rolle als der indische Geheimagent Sadruddin in dem James-Bond-Film Octopussy bekannt.

## Leben
Albert Moses Schauspielkarriere begann in den 1960er Jahren, als er in Indien in Nebenrollen in mehreren Filmen auftrat. Zuvor hatte er an der Universität von Ceylon in Peradeniya gearbeitet. Von Indien zog er nach Afrika, wo er mit an Dokumentarfilme arbeitete. In den frühen 1970er Jahren spielte Moses in Großbritannien kleine Rollen in einigen Fernsehserien wie Wicked Women, The Moonstone und Doctor Who  bevor er für die Rolle als Ranjeet Singh in der TV-Sitcom Mind Your Language gecastet wurde. Diese Rolle übernahm er in 42 Folgen von 1977 bis 1986 und war bei den Zuschauern als Ranjeet Singh eher bekannt als unter Albert Moses. Zuvor spielte er 1975 einen Nebenrolle in Der Mann, der König sein wollte und 1977 in James Bond 007 – Der Spion, der mich liebte einen Barmann. Es folgten weitere Nebenrollen in Spielfilmen wie Mach’ weiter, Emmanuelle, American Werewolf oder auch James Bond 007 – Octopussy.
Moses führte auch Regie und produzierte die in Malta entstandene Fernsehserie Gabriella. Er hat Drehbücher für das TV-Drama The Seventh Commandment, die TV-Komödie Side by Side, den TV-Thriller Don't Talk to Strangers  und das TV-Drama The Jokers geschrieben.
Als Vorsitzender der St. Albans Film Society engagierte sich Moses für Künstlern aus Asien, der Karibik, aus dem Orient und aus Asien. Er war Mitglied des Londoner Regionalkomitees von ITV unter dem Vorsitz von Lord Lipsey.
Moses schrieb auch Kinderbücher, darunter Tales from India, The Hawk, Turtles, Mustapha Mouse Goes to the City und veröffentlichte ein Gedichtband mit 87 Gedichten.
Er war Philanthrop und der Treuhänder und Mäzen der Kinderhilfsorganisation Ivy Trust und engagierte sich für Krankenhäusern, Schulen und Altenheimen. In Anerkennung seiner Arbeit für Kinder wurde er mit als Ehrenritter des Johanniterordens geehrt.
Moses starb im September 2017 im Alter von 79 Jahren in London. Er wurde in der St. Andrew's Church in seiner Heimatstadt Gampola in Sri Lanka bestattet.

## Filmografie (Auswahl)
- 1970: Wicked Women
- 1972: The Moonstone (Fernsehserie)
- 1973: Doctor Who (Fernsehserie)
- 1974: Boy Dominik (2 Folgen)
- 1975: Der Mann, der König sein wollte (The Man Who Would Be King)
- 1976: Bill Brand (3 Folgen)
- 1976: Rogue's Rock (4 Folgen)
- 1977: Robin's Nest (Fernsehserie)
- 1977: James Bond 007 – Der Spion, der mich liebte
- 1977–1986: Mind Your Language (42 Folgen)
- 1978: Mach’ weiter, Emmanuelle (Carry On Emmanuelle)
- 1980: Das Erwachen der Sphinx
- 1980: Angels (2 Folgen)
- 1981: A Sharp Intake of Breath (Fernsehserie)
- 1975–1981: Play for Today
- 1981: Die unglaublichen Geschichten von Roald Dahl
- 1981: Young at Heart (Fernsehserie)
- 1981: American Werewolf
- 1982: Pink Floyd – The Wall
- 1982: The New Adventures of Lucky Jim (Fernsehserie)
- 1982: Squadron (Fernsehserie)
- 1983: James Bond 007 – Octopussy
- 1984: Das Juwel der Krone – Ans andere Ufer
- 1984: Der Aufpasser (Fernsehserie)
- 1984–2007: The Bill (4 Folgen)
- 1985: Who, Sir? Me, Sir? (3 Folgen)
- 1986: Die Wiederkehr von Sherlock Holmes (Fernsehserie)
- 1986–1989: The Little and Large Show (3 Folgen)
- 1987: Queenie (2 Folgen)
- 1988: Screen Two (Fernsehserie)
- 1989: The Benny Hill Show (2 Folgen)
- 1989: Bluebirds (2 Folgen)
- 1991: Never the Twain (Fernsehserie)
- 1992: Boon (Fernsehserie)
- 1993: Anna Lee: Headcase (Fernsehserie)
- 1994: London's Burning (Fernsehserie)
- 1994: Crocodile Shoes (Fernsehserie)
- 1996: The Knock (Fernsehserie)
- 1996: Casualty
- 1997: Das zweite Dschungelbuch – Mowglis neue Abenteuer (The Second Jungle Book: Mowgli & Baloo)
- 1998: The Things You Do for Love: Black Butterflies
- 1999: East Is East
- 2003: Indian Dream (Spielfilm)
- 2003–2004: Holby City (Fernsehserie)
- 2006: Tripping Over (Fernsehserie)
- 2018: The Snarling (Spielfilm)